# باب گیل
باب گیل (انگلیسی: Bob Gale؛ زادهٔ ۲۱ مهٔ ۱۹۵۱) فیلم‌نامه‌نویس و تهیه‌کننده اهل ایالات متحده آمریکا است.